# Baryscapus lotellae
Baryscapus lotellae är en stekelart som först beskrevs av Vittorio Luigi Delucchi 1954.  Baryscapus lotellae ingår i släktet Baryscapus och familjen finglanssteklar. Arten är reproducerande i Sverige. Inga underarter finns listade.